# 리모트 셸
리모트 셸(remote shell, rsh)은 컴퓨터 네트워크의 다른 컴퓨터에서 다른 사용자로 셸 명령을 실행할 수 있는 명령 줄 컴퓨터 프로그램이다.
rsh 연결 시 원격 시스템은 rsh 데몬(rshd)을 실행한다. 이 데몬은 일반적으로 잘 알려진 전송 제어 프로토콜(TCP) 포트 514를 사용한다.

## 역사
rsh는 BSD 유닉스 운영 체제의 일부로서 기원하였으며 이는 1983년 4.2BSD의 Rlogin 패키지의 일부인 rcp와 함께한다. 그 뒤로 rsh는 다른 운영 체제에 이식되어 왔다.
rsh 명령은 PWB/UNIX에 처음 등장한 다른 공통 유닉스 유틸리티인 restricted shell(rsh)와 이름이 동등하며 시스템 V 릴리스 4에서 이 restriced shell은 종종 /usr/bin/rsh에 위치한다.

## 제한
Rlogin 문서에 기술된대로, rsh 프로토콜은 네트워크용으로 안전하지 않은데, 다른 여러 이유로 네트워크 상에 암호화되지 않은 정보를 전송하기 때문이다. 일부 구현체들은 암호화되지 않은 비밀번호를 네트워크 상에 전송함으로써 인증을 하기도 한다. rsh는 시큐어 셸(ssh) 프로그램으로 대체되었으며, 이는 로컬 네트워크에서도 마찬가지이다.

## 예
rsh의 용례로서 다음은 유닉스 계열 시스템을 구동하는 host.example.com 컴퓨터상의 remoteuser 사용자 권한으로 mkdir testdir을 실행한다:
```
rsh -l remoteuser host.example.com "mkdir testdir"
```

이 명령어가 완료되면 rsh는 종료된다. 명령어가 지정되지 않으면 rsh는 Rlogin을 사용하여 원격 시스템에 로그인하게 된다. 원격 컴퓨터의 네트워크 위치는 도메인 네임 시스템을 사용하여 확인한다.

## 같이 보기
- Rlogin